# Race Across Italy
La Race Across Italy è una gara di ultracycling in Italia che prevede l'attraversamento in orizzontale del paese, dal Mare Adriatico al Mar Tirreno e ritorno; la partenza è tradizionalmente fissata a Silvi Marina.
Inserita dalla World Ultra-Cycling Association tra le gare ufficiali del calendario World Series, permette agli atleti della categoria Solo Supported di qualificarsi per la Race Across America.

## Albo d'oro
| Anno | Vincitore          | Tempo    | Media      | Note  |
| ---- | ------------------ | -------- | ---------- | ----- |
| 2013 | Christoph Strasser | 17:44    | 35,5 km/h  | [ 1 ] |
| 2014 | Marcello Luca      | 29:32    | ?          | [ 2 ] |
| 2015 | Omar Di Felice     | 30:26    | 27,37 km/h | [ 3 ] |
| 2016 | Ralph Diseviscourt | 28:07:09 | 29,09 km/h | [ 4 ] |
| 2017 | Rainer Steinberger | 27:11    | 28,18 km/h | [ 5 ] |
| 2018 | Ralph Diseviscourt | 21:47    | 30,85 km/h | [ 6 ] |
| 2019 | Ralph Diseviscourt | 26:23:08 | 29,18 km/h | [ 7 ] |
| 2021 | Rainer Steinberger | 26:47    | 29,94 km/h | [ 8 ] |